# امینس دومین (نورد-یوئست) کانتون
امینس دومین (نورد-یوئست) کانتون (به فرانسوی: Amiens 2nd (Nord-Ouest) Canton) یک سکونتگاه مسکونی در فرانسه است که در Arrondissement of Amiens واقع شده‌است.